# Amorphophallus perakensis
Amorphophallus perakensis är en kallaväxtart som beskrevs av Adolf Engler. Amorphophallus perakensis ingår i släktet Amorphophallus och familjen kallaväxter. Inga underarter finns listade.